# Fun (ban nhạc)
Fun (thường được cách điệu là fun.) là một nhóm nhạc theo dòng nhạc indie pop tại thành phố New York, Mỹ. Ban nhạc được thành lập bởi Nate Ruess, ca sĩ đứng đầu và cũng là người sáng lập ra ban nhạc The Format, cùng với Andrew Dost và Jack Antonoff. Fun đã phát hành hai album phòng thu, đó là Aim and Ignite vào năm 2009 và Some Nights vào năm 2012. Ban nhạc được biết đến với 3 hit nổi tiếng đó là "We Are Young", "Some Nights" và "Carry On". Trong đó, đĩa đơn "We Are Young" của nhóm trích từ album Some Nights hợp tác với ca sĩ Janelle Monáe là hit lớn, đứng đầu bảng xếp hạng Billboard Hot 100 ở Mỹ. "We Are Young" trở thành ca khúc thể loại rock/alternative đầu tiên đứng đầu Billboard Hot 100 kể từ ca khúc "Viva la Vida" của Coldplay.

## Sự nghiệp ca nhạc

### 2009-2010:Aim and Ignite
Aim and Ignite là album đầu tay của nhóm, được phát hành năm 2009. Album phát hành ba đĩa đơn là "At Least I'm Not as Sad (As I Used to Be)", "All The Pretty Girls" và "Walking The Dog".

### 2011-2015:Some Nights, tạm nghỉ nhóm
Some Nights là album thứ hai của Fun, phát hành vào năm 2012. Trong đó, đĩa đơn "We Are Young" trích từ album là thành công lớn, khi đứng đầu bảng xếp hạng Billboard Hot 100 của Mỹ và lọt vào tốp mười nhiều bảng xếp hạng trên toàn thế giới, gồm Úc, Bỉ, Canada và nhiều nước tại châu Âu.
Ngày 4 tháng 2 năm 2015, ban nhạc tuyên bố trên trang Facebook rằng họ không tan rã mà sẽ tạm nghỉ một thời gian để tập trung vào các dự án của mình.

## Danh sách đĩa nhạc
Album phòng thu
- Aim and Ignite (2009)
- Some Nights (2012)

## Giải thưởng
Fun thắng hai giải Grammy Awards, hai Teen Choice Awards, vào năm Billboard Music Award.
Vào năm 2010, họ thắng Best Pop/Rock Song tại Independent Music Awards cho "All the Pretty Girls".

## Liên kết khác
- Website chính thức
- Fun tại Myspace
- Fun trên YouTube
- Fun coverage Lưu trữ ngày 16 tháng 7 năm 2009 tại Wayback Machine trên Audioholic Media
- Alter the Press Interview